# Ветеринг, Эрнст ван де
Эрнст ван де Ветеринг (нидерл. Ernst van de Wetering; 9 марта 1938, Хенгело, Оверэйссел, Нидерланды — 11 августа 2021, Амстердам, Нидерланды) — нидерландский искусствовед и историк искусства, профессор Амстердамского университета (1987—1999), участник (с 1968 года) и руководитель (с 1993 года) исследовательского проекта «Рембрандт», автор ряда книг о жизни и творчестве Рембрандта.

## Биография
Эрнст ван де Ветеринг родился 9 марта 1938 года в небольшом городе Хенгело, расположенном в восточно-нидерландской провинции Оверэйссел. Его родители — голландец Герардюс Германюс ван де Ветеринг (Gerardus Hermanus van de Wetering) и немка Анна Мария Бальман (Anna Maria Bahlmann). Отец Эрнста был инженером-электриком и состоял в нидерландском Национал-социалистическом движении.
Эрнст ван де Ветеринг учился в Гаагской королевской академии искусств, где он получил художественное и педагогическое образование. После окончания академии несколько лет работал учителем. С 1963 года он продолжил обучение в Амстердамском университете по специальности «история искусств»; там же в 1967 году познакомился со своей будущей женой Катей Рейхенфелд, которая впоследствии работала в  
Еврейском историческом музее в Амстердаме.
В 1968 году ван де Ветеринг стал участником только что созданного исследовательского проекта «Рембрандт», целью которого было определить подлинность всех произведений, приписываемых Рембрандту. С 1969 по 1987 год он состоял в штате Центральной лаборатории по изучению предметов искусства и науки (ныне Королевское агентство по культурному наследию Нидерландов).
В 1986 году ван де Ветеринг получил в Амстердамском университете степень доктора философии (Ph.D.). Его научным руководителем был Йосуа Брюйн, тема диссертации — «Исследование методов работы раннего Рембрандта» (англ. Studies in the workshop practice of the early Rembrandt). В 1987 году он получил должность профессора Амстердамского университета и работал там в течение 12 лет, вплоть до своего выхода на пенсию в 1999 году.
С 1993 года ван де Ветеринг был руководителем и главной движущей силой исследовательского проекта «Рембрандт». Помимо опубликованного в рамках этого проекта шеститомника «Собрание картин Рембрандта» (англ. A corpus of Rembrandt paintings, 1982—2014), он также является автором ряда других книг о жизни и творчестве Рембрандта.
В 2002—2003 годах ван де Ветеринг был Слейдовским профессором в Оксфордском университете. В 2005 году был опубликован посвящённый ему фестшрифт.
Эрнст ван де Ветеринг скончался 11 августа 2021 года у себя дома в Амстердаме.

## Награды и почётные звания
- Слейдовский профессор изящных искусств[англ.] в Оксфордском университете (2002—2003)[2].
- Рыцарь ордена Нидерландского льва (2003)[2].
- Серебряная музейная медаль города Амстердама (2011)[2].
- Почётный член Ассоциации нидерландских историков искусства (2020)[2].

## Сочинения Эрнста ван де Ветеринга

### Исследовательский проект «Рембрандт»
- A corpus of Rembrandt paintings, I: 1625—1631, Martinus Nijhoff Publishers, 1982, 728 p., ISBN 90-247-2614-X (совместно с J. Bruyn, B. Haak, S. H. Levie, P. J. J. van Thiel)
- A corpus of Rembrandt paintings, II: 1631—1634, Martinus Nijhoff Publishers, 1986, 900 p., ISBN 90-247-3339-1 (совместно с J. Bruyn, B. Haak, S. H. Levie, P. J. J. van Thiel)
- A corpus of Rembrandt paintings, III: 1635—1642, Martinus Nijhoff Publishers, 1989, 920 p., ISBN 90-247-3781-8 (совместно с J. Bruyn, B. Haak, S. H. Levie, P. J. J. van Thiel)
- A corpus of Rembrandt paintings, IV: The self-portraits, Springer, 2005, 724 p., ISBN 978-1-4020-3280-6
- A corpus of Rembrandt paintings, V: Small-scale history paintings, Springer, 2011, 692 p., ISBN 978-1-4020-4607-0
- A corpus of Rembrandt paintings, VI: Rembrandt’s Paintings Revisited — A Complete Survey, Springer, 2014, 748 p., ISBN 978-9401791731

### Другие публикации
- Rembrandt. The painter at work, Amsterdam University Press, 1997, 340 p., ISBN 978-9053562390
- Rembrandt zelf, W Books, 1999, 272 p., ISBN 978-9040093142
- Rembrandt. A life in 180 paintings, Local World, 2008, 223 p., ISBN 978-9081168120
- Rembrandt in nieuw licht, De Vrije Uitgevers, 2009, 225 p., ISBN 978-9081168175
- Rembrandt. The painter thinking, Amsterdam University Press, 2016, 336 p., ISBN 978-9089645616